# Michael Greger

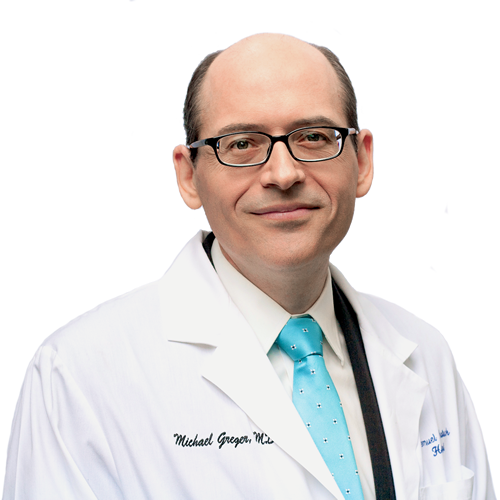
Michael Greger

Michael Herschel Greger (* 25. Oktober 1972) ist ein amerikanischer Arzt, Trophologe und Experte für vegane Ernährung.

## Arbeit
Greger war 1993 einer der ersten Experten, der auf die mögliche Übertragbarkeit von BSE auf den Menschen hinwies. Damals arbeitete Greger an der Cornell University School of Agriculture.
Daraufhin wurde er vom Farm Sanctuary im Bundesstaat New York angestellt, um BSE weiter zu erforschen. Im Zuge dessen besichtigte er unter anderem einen Schlachthof in Pennsylvania und entschied sich daraufhin, fortan vegan zu leben.
Greger absolvierte sein Medizinstudium später an der Tufts University School of Medicine mit einer Spezialisierung auf Ernährung. 2004 gründete er die Seite AtkinsExposed.org. Auf dieser kritisierte er die fleischlastige und kohlenhydratarme Atkins-Diät mit Hilfe von wissenschaftlicher Studien und Expertenmeinungen als ungesunde Trend-Diät.
Bekannt wurde er insbesondere durch die nichtkommerzielle Internetseite NutritionFacts.org und zahlreiche öffentliche Vorträge und Interviews. Sein Buch How Not To Die: Discover the Foods Scientifically Proven to Prevent and Reverse Disease (2015) war mehrere Male auf der Bestseller-Liste der New York Times. Greger möchte eine pflanzenbasierte, vollwertige Ernährung einem breiten Publikum mit Hilfe wissenschaftlicher Untersuchungen näherbringen.
Greger spendet alle Einnahmen, die sich aus Reden und Verkauf seiner Bücher ergeben, für wohltätige Zwecke.

## Werke (Auswahl)
- Carbophobia: the scary truth about America's low-carb craze. Lantern Books, New York 2005, ISBN 1-59056-086-8.[6]
- Bird flu: a virus of our own hatching. Lantern Books, New York 2006, ISBN 1-59056-098-1.
- How not to die: Entdecken Sie Nahrungsmittel, die Ihr Leben verlängern - und bewiesenermaßen Krankheiten vorbeugen und heilen. Mit Gene Stone. Übersetzung aus dem Englischen: Julia Augustin. Unimedica, Kandern 2016, ISBN 978-3-946566-12-0.
- Das HOW NOT TO DIE Kochbuch: Über 100 Rezepte, die Krankheiten vorbeugen und heilen. Mit Gene Stone. Übersetzung aus dem Englischen: Julia Augustin. Unimedica, Kandern 2018, ISBN 978-3-96257-002-6.
- How Not to Diet: Gesund abnehmen und dauerhaft schlank bleiben dank neuester wissenschaftlich bewiesener Erkenntnisse. Übersetzung aus dem Englischen: Julia Augustin, Alice v. Canstein, Barbara Röhl, Simone Schroth, Karoline Hippe. Lübbe life, Köln 2020, ISBN 978-3-431-07011-8.
- How not to die in a pandemic: Wie man eine Pandemie überlebt. Riva, München 2020, ISBN 978-3-7423-1614-1.
- Das HOW NOT TO DIET Kochbuch: Mehr als 100 Rezepte für gesunden und dauerhaften Gewichtsverlust. Übersetzung aus dem Englischen: Julia Augustin. Lübbe Life, Köln 2021, ISBN 978-3-431-07034-7.
- How not to age: The Scientific Approach to Getting Healthier as You Get Older. Pan Macmillan, London 2023, ISBN 978-1-5290-5734-8.